# Verovering van Diest (1572)
De Verovering van Diest (Hertogdom Brabant, Prinsbisdom Luik (huidig België)) (1572) bestaat uit een reeks veroveringen van de stad Diest in 1572. Deze vallen samen met Oranjes tweede invasie, gedurende de Tachtigjarige Oorlog.

## Verloop
In 1568 wilde de hertog van Alva de Spaanse troepen in Diest versterken, maar doordat de bevolking er tegen was braken er rellen uit. Met moeite werd die tegenstand gebroken. Als straf werd aan de inwoners het onderhoud van een tercio van het gevreesde Ejército de Flandes opgelegd. De betrokkenen bij de rellen werden aangehouden en veroordeeld. Een aantal werd op de Grote Markt terechtgesteld. Op 19 maart 1572 deed een uitzonderingsrechtbank uitspraak: Diest werd ingenomen door de Spanjaarden. De stad werd veroordeeld tot het betalen van een boete en het afbreken van haar vestingen.
Op 27 augustus 1572 werd Diest voor de tweede keer ingenomen door de geuzen. Ondanks de versterking van de stadspoorten, slaagden twee burgers erin om de Schaffense Poort te openen voor de aanstormende troepen. Door de snelheid van de inval was de stad vrij snel onder controle.
De zoon van de Hertog van Alfa, Fadrique Álvarez de Toledo, komt amper een maand later met een veldtocht naar verschillende steden waardoor de Spanjaarden erin slaagden om de geuzen in Diest opnieuw te verdrijven en de stad te heroveren.

## Nasleep
Op 8 juni 1580 weet Willem van Oranje de stad weer te veroveren en te behouden tot 1583. Na de moord op Willem van Oranje erft Filips Willem van Oranje het vorstendom Oranje. Vanwege zijn gevangenneming door de Spanjaarden kwam hij pas in 1596 van Madrid naar de Spaanse Nederlanden, meer bepaald naar Diest. Als hij later in 1618 komt te overlijden wordt hij begraven in de Sint-Sulpitiuskerk in Diest.
Door de eeuwen heen is de band met de familie Oranje-Nassau blijven bestaan, tegenwoordig is Willem Alexander der Nederlanden de Baron van Diest (zie Titels Nederlandse koninklijke familie).